# Anisobas bicolor
Anisobas bicolor är en stekelart som beskrevs av Joseph Augustine Cushman 1926. Anisobas bicolor ingår i släktet Anisobas och familjen brokparasitsteklar. Utöver nominatformen finns också underarten A. b. boreoaustralis.